# 新加坡人民党
新加坡人民党（英語：Singapore People's Party，缩写）是新加坡的一个中间偏左的政党，创建于1994年。目前为反对党之一，现任领导人是詹时中。